# Lockstedter Lager

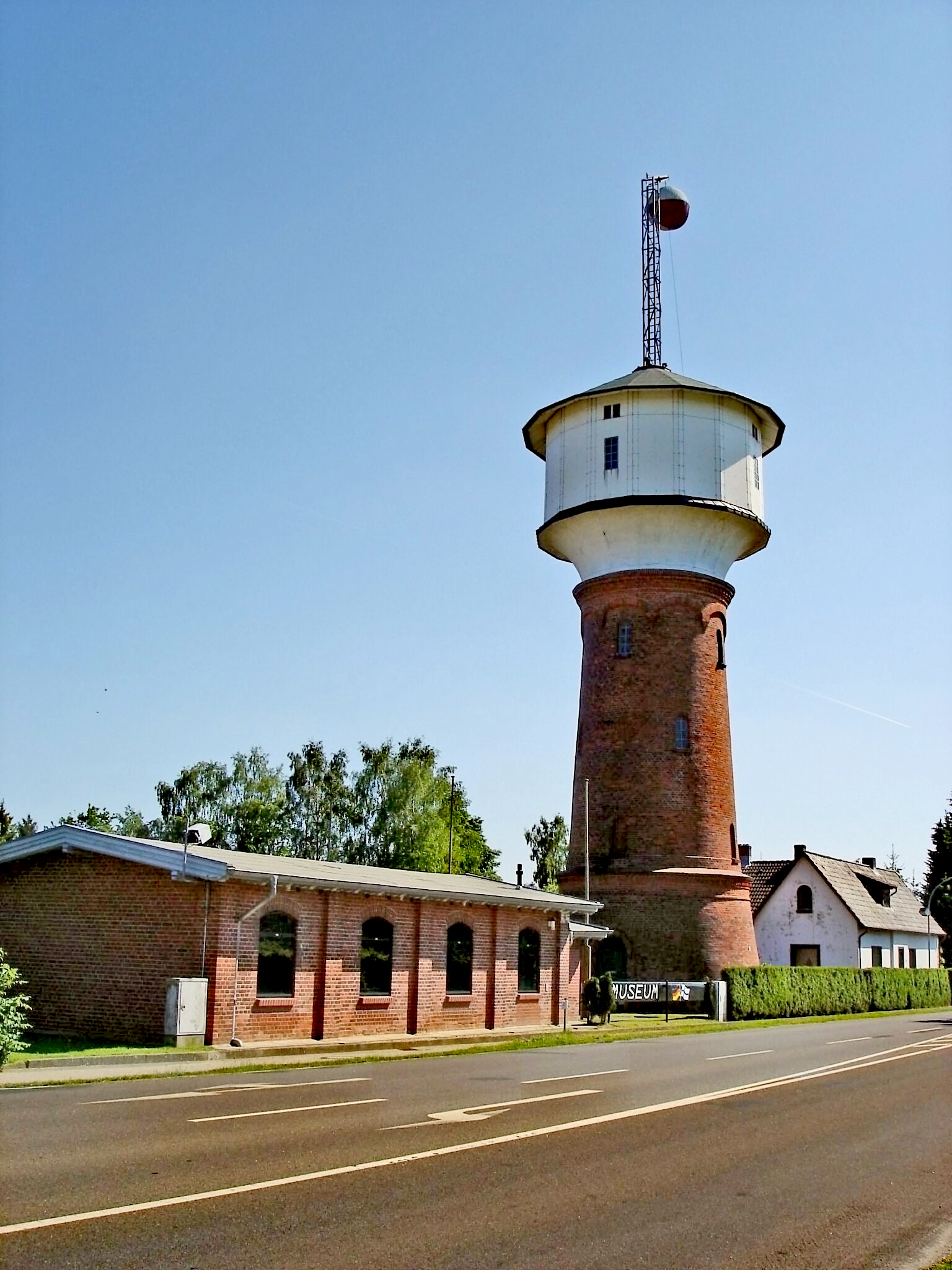
Der Hohenlockstedter Wasserturm mit aufgezogenem Warnballon. Bei aufgezogenem Ballon wurde außerhalb des Ortes scharf geschossen.

Das Lockstedter Lager (auch Truppenübungsplatz Lockstedt genannt) war ein als Truppenübungsplatz genutzter Gutsbezirk in Holstein, aus dem 1927 dann eine gleichnamige Gemeinde gebildet wurde. In der Zeit der Weimarer Republik war das Lager ein Sammelpunkt rechtsextremer Gruppierungen. Der Ort galt als Wiege der schleswig-holsteinischen SA. Wegen des schlechten Rufes änderte die Gemeinde 1956 ihren Namen in Hohenlockstedt.
Der Truppenübungsplatz erreichte seine größte Ausdehnung gegen Beginn des Ersten Weltkriegs, als er eine Fläche von etwa 60 km² umfasste, auf der bis zu 18.000 Soldaten stationiert waren.

## Manövergelände
Das Manövergelände gliederte sich in nachfolgend genannte Exerzierpunkte: Zum Üben des offensiven und defensiven Vorgehens diente das Dorf Ridders. Von allen Richtungen der Windrose des Kirchturms in Ridders wurde dieser als Marschziel bestimmt. Am Peißner Pohl, auf der Walderseehöhe und am Holsteiner Wald befanden sich die Schießstände. Am Lesczinski-Stein, auf dem Bückener Felde, am Schierenwald und der Springhöh wurde neben den in den Garnisonen üblichen Formationen der Kompanie, des Bataillons und des Regiments auch in Brigade sowie, was seltener vorkam, auch in der Infanterie-Division marschiert.
Das Marschieren in Divisions- und Korpsformation fand eher bei den Kaisermanövern statt.

## Geschichte bis zum Ende des Ersten Weltkriegs
Das Lockstedter Lager wurde 1872 als Übungsplatz für das IX. Armee-Korps der preußischen Armee errichtet. Hier wurde 1900 das deutsche Truppenkontingent für die Bekämpfung des Boxeraufstandes in China aufgestellt, das unter der Führung von Alfred Waldersee stand. Ein kleiner bewaldeter Geestrücken trägt in Erinnerung hieran den Namen Waldersee-Höhe.
Neben dem Fußartillerie-Regiment Nr. 20 erhielt ab 1912 auch das neue III. Bataillon des Schleswig-Holsteinischen Infanterie-Regiments Nr. 163, das wegen der Nochnichtfertigstellung seiner Kaserne am zugewiesenen Standort (Heide) hier vagabundierte, dort seine Garnison.
Ab 1915 wurden im Lockstedter Lager die Finnischen Jäger, finnische Kriegsfreiwillige ausgebildet, die später den Kern der finnischen Armee bildeten. Damit sollten finnische Autonomiebestrebungen unterstützt werden und Russland geschwächt werden. Finnland war als Großfürstentum Finnland damals Teil des Russischen Reiches. 1917 konnte Finnland dann unter anderem mit Hilfe dieser Kriegsfreiwilligen die Selbstständigkeit erlangen. 1918 spielten diese "weißen" Truppen unter Mannerheim zusammen mit deutschen Einheiten und schwedischen Freiwilligen die entscheidende Rolle bei der Zerschlagung der finnischen Revolution und der anschließenden blutigen Rache an den aufständischen Arbeitern.

Lockstedter Lager
Karte von 1893 mit Lage des Artillerieschiessplatzes
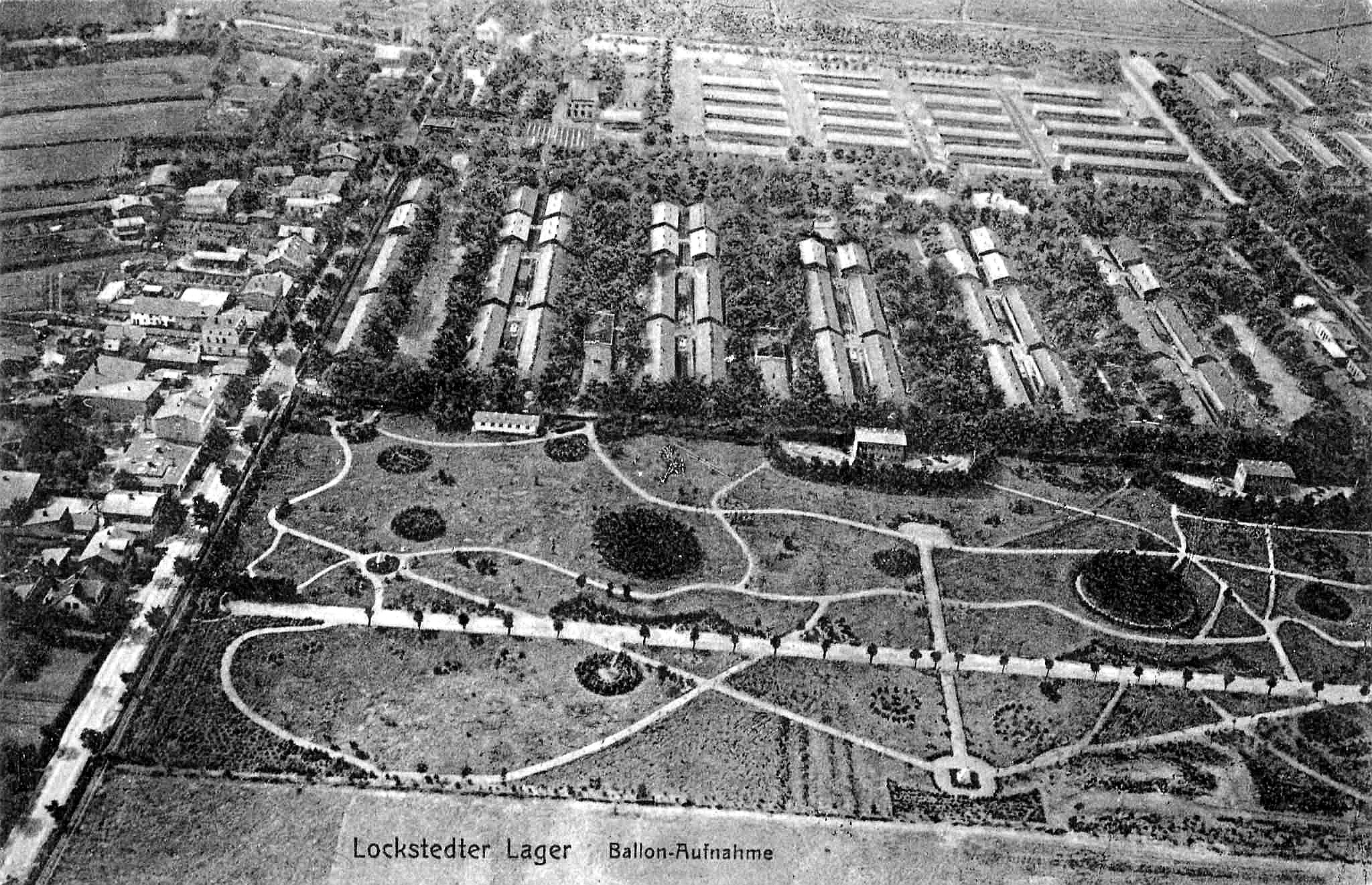
Ballonluftaufnahme (1908)
Geländeplan
Lagerplan
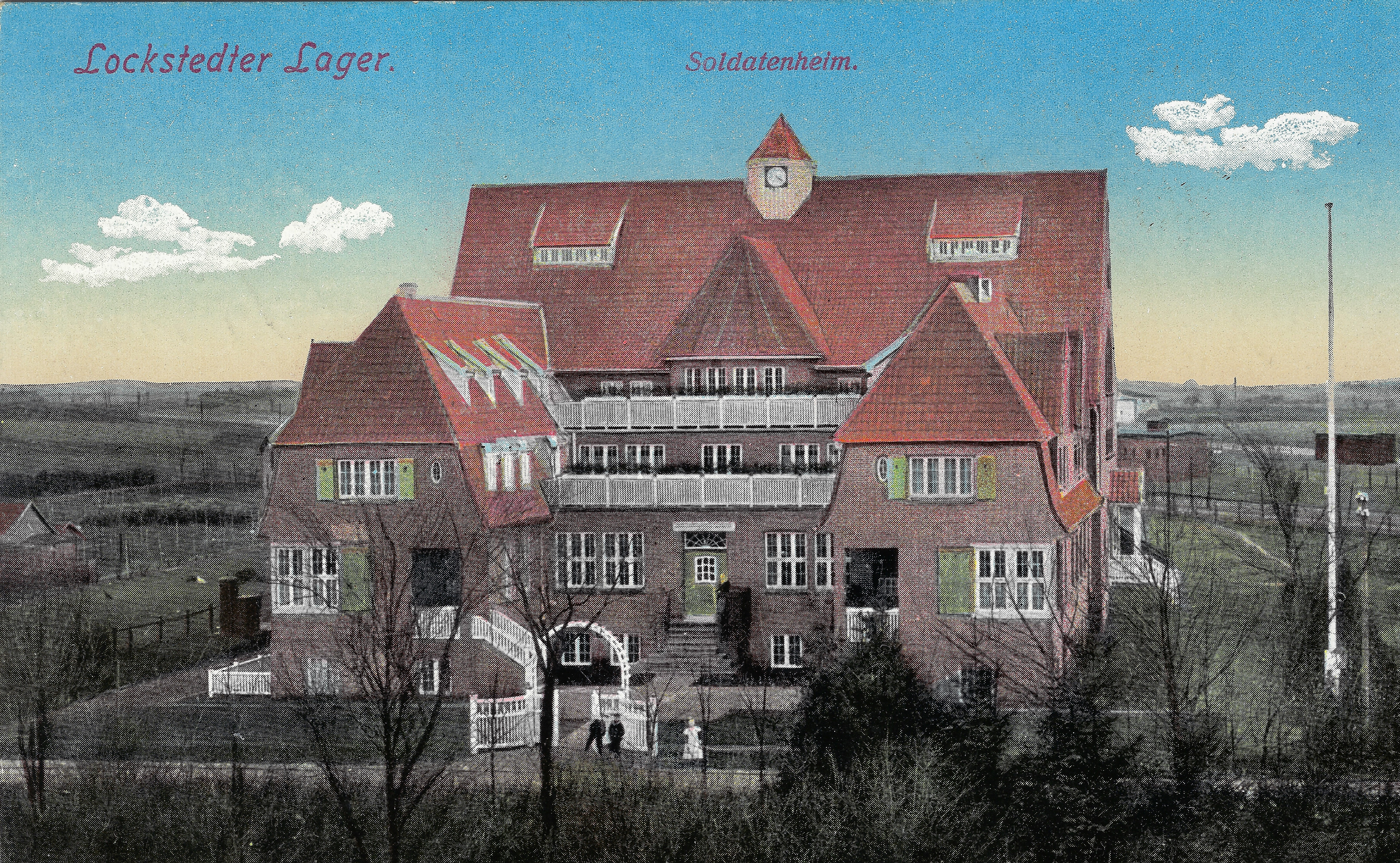
ehem. Soldatenheim von Fritz Höger (1912)
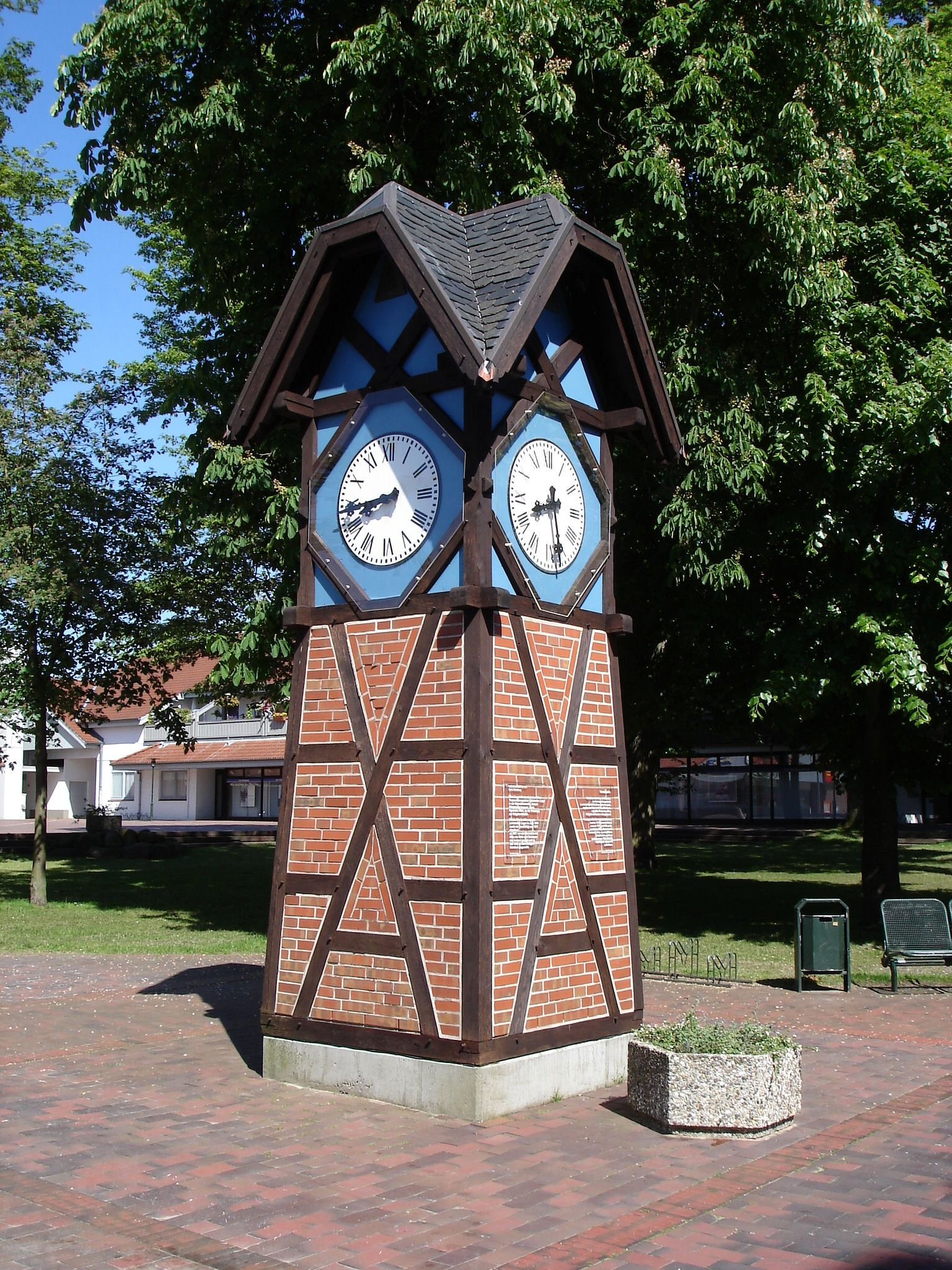
Rekonstruierte Lageruhr

## Nutzung ab 1920
1920 – der Truppenübungsplatz sollte eigentlich den Bestimmungen des Versailler Vertrages entsprechend aufgelöst werden – wurden im Gutsbezirk Lockstedter Lager Teile der Brigade Ehrhardt stationiert, die noch kurz zuvor beim Kapp-Putsch gegen die reguläre Regierung geputscht hatte. Die Einheit sollte friedlich aufgelöst werden und in Siedlungsprojekten neue Arbeit und Unterkunft finden. Die angestrebte Entwaffnung und Entpolitisierung der antirepublikanischen und antisemitischen Rechtsverbände gelang aber nicht vollständig. So wurden immer wieder Waffen bei den rechtsradikalen Siedlern gefunden. Das erregte großes öffentliches Aufsehen und führte dazu, dass der preußische Ministerpräsident Otto Braun im August 1920 das Lager besuchte. Er stellte dem Lager aber ein gutes Zeugnis aus. Doch die rechtsextremen Aktivitäten gingen weiter. Kurz nach dem Besuch Brauns weigerten sich die Siedler im Oktober, freiwillig Waffen an die Behörden herauszugeben. Als für die Abgabe von Waffen eine Belohnung gezahlt wurde, lieferten die ehemaligen Angehörigen der Brigade Ehrhardt aus ihren Beständen große Mengen. Aber das waren nur Teile ihrer Vorräte. Noch 1923 wurden bei Siedlern des ehemaligen Freikorpsverbandes große Bestände an Militärwaffen gefunden. Zudem waren viele der ehemaligen Soldaten nicht besonders geeignet für das entbehrungsreiche Siedlerleben.
In der Folge war der Gutsbezirk immer wieder ein Stützpunkt und Zufluchtsort antirepublikanischer Rechtsverbände in Steinburg und auch ganz Schleswig-Holstein. Dazu zählten unter anderem die Reitervereine Holsteinische Elbmarsch, die Schwarze Reichswehr, der Stahlhelm und später auch die SA. In der folgenden Zeit übten Verbände der Reichswehr – im Rahmen der illegalen Schwarzen Reichswehr – auf einem kleineren Teil des Truppenübungsplatzes.
Hermann Ehrhardt gründete 1923 als Nachfolgeorganisation für die mittlerweile verbotene Mordorganisation Organisation Consul den Bund Wiking, der die Republik mit gewaltsamen Mittel beseitigen sollte. Im nahen Itzehoe unterhielt der Wikingbund eine aus Lockstedter Lager gesteuerte Jugendgruppe, die Wiking-Pfadfinderschaft. Nach dem Verbot des Wikingbundes durch die republikanischen Behörden nannte sich die Jugendgruppe in Freischar Schill um. 1927 trat sie unter ihrem Führer Walter Bilkau  geschlossen in die Hitlerjugend der NSDAP ein.
Lockstedter Lager galt als Wiege der schleswig-holsteinischen SA. Ab 1929 arbeitete für die SA und andere rechtsextreme Verbände eine sogenannte Volkssportschule, die mit Unterstützung des von General Kurt von Schleicher gegründeten Reichskuratoriums für Wehrertüchtigung als Wehrsportschule fungierte und in großem Umfang paramilitärische Ausbildung vermittelte. Diese Ausbildung gehörte zu den Aktivitäten der Schwarzen Reichswehr. Der Leiter dieser Wehrsportschule, die Kurse für rechtsextreme Verbände und vor allem auch für die SA abhielt, war der Offizier der Schwarzen Reichswehr Herbert Selle, der gleichzeitig der SA angehörte und schon 1920 in die NSDAP eingetreten war. In den 1930er Jahren ging die Schule offen in den Besitz der NSDAP über. Zuerst fungierte sie als Geländesportschule, ab 1935 nannte sie sich SA-Sportschule. Später kam eine Umschulungseinrichtung der SA dazu, das SA-Hilfswerklager Nordmark, später SA-Berufsschule. Viele Funktionäre der schleswig-holsteinischen Nationalsozialisten absolvierten paramilitärische Kurse in Locksteder Lager.
Ab 1936 wurde auf dem Teilgelände „Hungriger Wolf“ offiziell ein Flugplatz für die neu aufgestellte Luftwaffe eingerichtet. Schon 1934 war auf dem Gelände des Lockstedter Lagers die Heeresmunitionsanstalt (Muna) eingerichtet worden. Dieser Betrieb dehnte sich ständig aus. 1944 waren dort 4.000 Arbeitskräfte eingesetzt, darunter auch Zwangsarbeiter.